# Tabanus monokini
Tabanus monokini är en tvåvingeart som beskrevs av Philip 1966. Tabanus monokini ingår i släktet Tabanus och familjen bromsar.
Artens utbredningsområde är Sinaloa (Mexiko). Inga underarter finns listade i Catalogue of Life.